# Adolf Pohl
Adolph Joseph Pohl fue un artista y escultor academicista austriaco, nacido el año 1872  y fallecido el 1930.

## Vida y obras
Es conocido por sus esculturas fundidas en bronce. La mayor parte de las esculturas están reproducidas en series. Algunas están numeradas con el número total de las series y el número individual de la pieza .
Pohl probablemente nació en Viena y junto a Max Krejca creó esculturas de niños para las escaleras laterales del "Julius-Tandler-Familienzentrum" en Viena (hacia 1925).
Formó parte de la Wiener Werkstätte

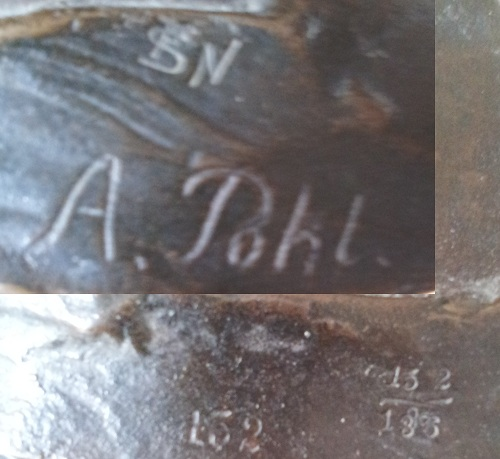
ejemplo de los números de serie y la firma de Pohls
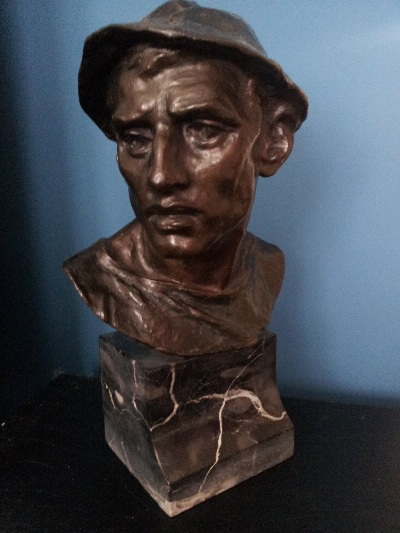
Un minero por Pohl. El escultor hizo varias esculturas con esta temática del minero.